# Liber ad honorem Augusti sive de rebus Siculis

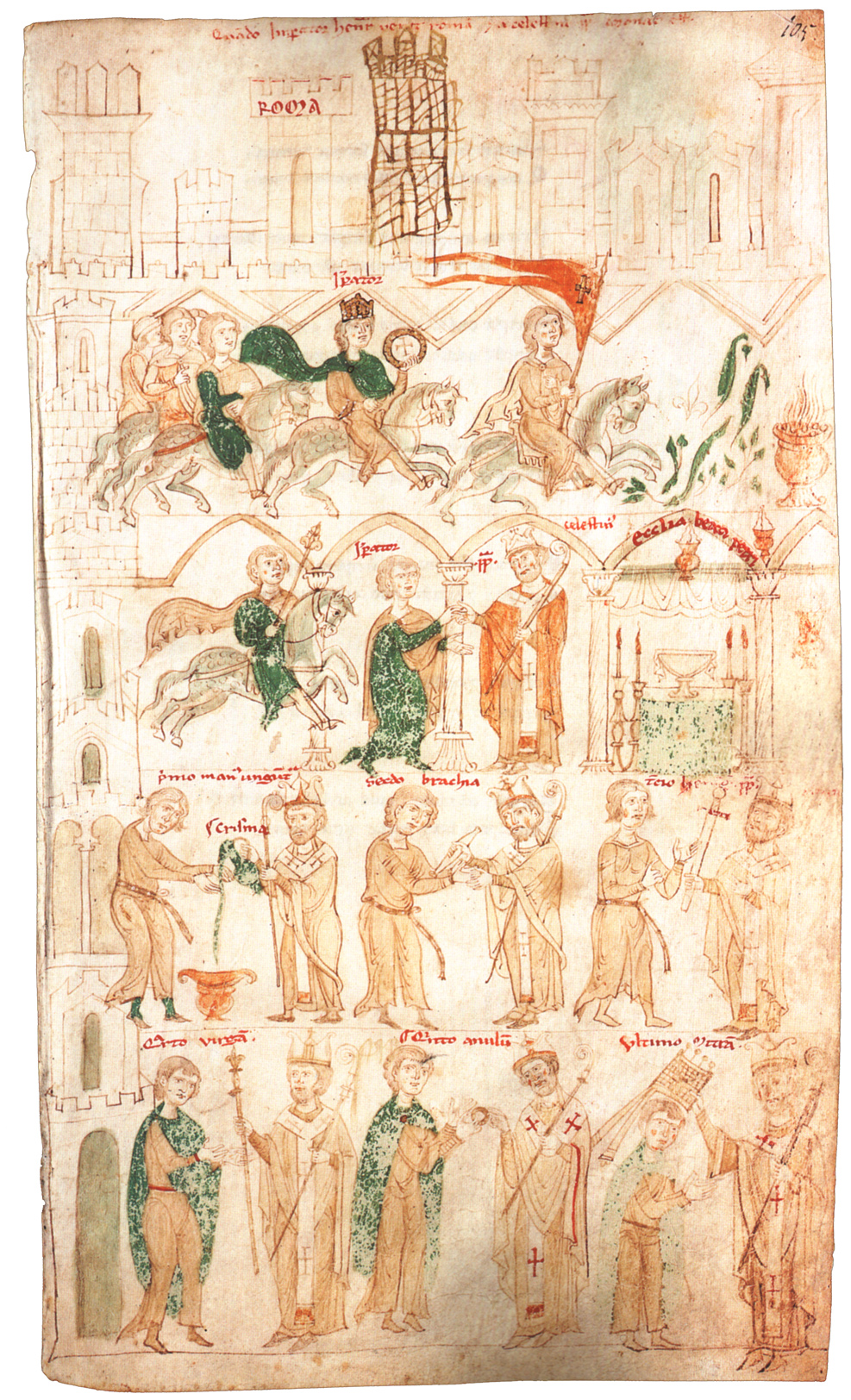
Die Kaiserkrönung Heinrichs VI. in einer Abbildung aus dem „Liber ad honorem Augusti“ des Petrus de Ebulo, Bern, Burgerbibliothek Cod. 120 II, Süditalien 1196, fol. 105r

Der Liber ad honorem Augusti sive de rebus Siculis (auch Carmen de motibus Siculis, deutsch: Buch zu Ehren des Kaisers oder über die Angelegenheiten Siziliens, Codex 120 II der Burgerbibliothek Bern) ist ein im Jahre 1196 von Petrus de Ebulo in Palermo verfasstes illustriertes zeithistorisch-panegyrisches Epos in elegischen Distichen (in der Literatur gelegentlich auch als Bilderchronik oder Vers-Chronik bezeichnet), die die staufische Eroberung Siziliens wiedergibt.
Das nicht ganz vollständig erhaltene literarisch anspruchsvolle Werk im Umfang von noch vorhandenen 1674 Versen wurde von Petrus de Ebulo als Panegyrikus auf Kaiser Heinrich VI. zur Verherrlichung seiner Taten und Tugenden und zugleich als Schmähschrift gegen die Gegner Heinrichs, insbesondere gegen Tankred von Lecce, erstellt. Nach den Autorkommentaren war es das Erstlingswerk des Petrus de Ebulo. Es handelt sich um ein Versepos, das jedoch abweichend von den auf dem Frontispiz dargestellten antiken Vorbildern (Vergil, Lucan, Ovid) und diese überbietend in elegischen Distichen abgefasst ist. Dazu kommt ein narrativer Bildzyklus, der den jeweils auf dem Verso stehenden Text auf dem gegenüberliegenden Recto illustriert und mit eigenen Tituli in Prosa versehen ist. Der Werktitel ist nicht eindeutig überliefert, da er aufgrund seiner Positionierung oberhalb des Incipits auf fol. 95v vermutlich einer Beschneidung des Buchblocks durch den Buchbinder zum Opfer gefallen ist. Der Titel Liber ad honorem Augusti wurde von Eduard Winkelmann und ihm folgend von Giovanni Battista Siragusa dem Kolophon des Autors auf fol. 147v entnommen: Ego magister Petrus de Ebulo, servus imperatoris et fidelis, hunc librum ad honorem Augusti composui. (Ich, Magister Petrus de Ebulo, der treue Diener des Kaisers, habe dieses Buch zu Ehren des Kaisers verfasst.) Der Zusatz sive de rebus Siculis bei Theo Kölzer und Marlis Stähli geht auf den von Ettore Rota erdachten Titel De rebus Siculis carmen zurück und ist von den Herausgebern mit dem aus dem Kolophon gewonnenen Titel kombiniert worden. Sprache und hochrhetorischer Stil sind manieriert und zeugen trotz einiger Italianismen in Wortwahl und vor allem Orthographie von der Belesenheit des hochgebildeten Autors, der auch die Verstechnik souverän beherrscht. Das Werk ist in drei Bücher und 52 durchgezählte Particulae gegliedert. Die ersten beiden Bücher enthalten die Ereignisgeschichte, das dritte ist ein Panegyrikus auf Heinrich VI. Es enthält auch ein Lob der sieben freien Künste (artes liberales), das man durchaus als indirektes Selbstlob des Dichters sehen kann (Part. 51).
Dieses Buch ist neben dem Teppich von Bayeux die einzige erhaltene mittelalterliche Bildfolge, die Ereignisse der Zeitgeschichte illustriert. Es bildet eine wertvolle Quelle für die Gewandungskultur des stauferzeitlichen Süditalien. Aufgrund der propagandistischen Darstellung der Ereignisse und der Polemik gegen Tankred und seine Anhänger ist es als geschichtliche Quelle zwar mit Vorsicht zu interpretieren, bietet aber durchaus wichtige zusätzliche Informationen zur Ereignisgeschichte, vor allem zu Heinrichs Gemahlin Konstanze von Sizilien und zur Geburt Friedrichs II., und ist aufgrund des hochrangigen Auftraggebers, des Kanzlers Konrad von Querfurt, eine Quelle von hoher Bedeutung für das vom Hof Heinrichs VI. propagierte Herrschaftsverständnis.

## Editionen
- Samuel Engel (Ed.): Petri d’ Ebulo carmen de motibus Siculis, et rebus inter Henricum VI. Romanorum imperatorem, et Tancredum seculo XII. gestis. Nunc primum è Msc. Codice Bibliothecae Publicae Bernensis erutum, Notisque cùm Criticis tùm Historicis illustratum, cum Figuris. Edidit Samuel Engel, Supremi in Republica Helveto-Bernensi, ut et Academici Senatûs ibidem Adsessor, et Bibliothecae Publicae Praefectus. Thurneisen, Basel 1746 (Editio princeps). (mit ausgewählten Illustrationen in schwarz/weißen Kupferstichreproduktionen, Einführung und Erläuterungen; teilweise abweichende Verszählung)
- Eduard Winkelmann (Ed.): Des Magisters Petrus de Ebulo liber ad honorem Augusti. Nach der Originalhandschrift für akademische Uebungen herausgegeben. Duncker & Humblot, Leipzig 1874. (mit Erläuterungen in deutscher und Register in lateinischer Sprache; teilweise abweichende Verszählung)
- Ettore Rota (Ed.), Emmanuele Rocco (Trad.): Petri Ansolini de Ebulo De rebus Siculis carmen (Rerum Italicarum scriptores. Nuova Edizione, Bd. 31/1). Lapi, Città di Castello 1904[–9]. (mit textbegleitenden Lichtdrucktafeln sämtlicher Illustrationen, Einführung und Erläuterungen sowie ausführlichem Register in italienischer Sprache)
- Giovanni Battista Siragusa (Ed.): Liber ad honorem Augusti di Pietro da Eboli secondo il cod. 120 della Biblioteca civica di Berna. Bd. 1–2 (Fonti per la storia d’Italia 39/1). Forzani, Rom 1906. (mit Lichtdrucktafeln sämtlicher Illustrationen in separater Mappe, Einführung und Erläuterungen und ausführlichem Register in italienischer Sprache)
- Theo Kölzer und Marlis Stähli (Hrsg.): Petrus de Ebulo - Liber ad honorem Augusti sive de rebus Siculis. Codex 120 II der Burgerbibliothek Bern. Eine Bilderchronik der Stauferzeit. Textrevision und Übersetzung von Gereon Becht-Jördens. Thorbecke, Sigmaringen 1994, ISBN 3-7995-4245-0. (mit textbegleitenden Farbfotografien sämtlicher Textseiten und Illustrationen, Einführung, Studien zur Handschrift und zur literaturgeschichtlichen und stilistischen Einordnung sowie deutscher Übersetzung)
- Giovanni Antonio Blasi (Trad.): Petrus de Ebulo. Liber ad honorem Augusti sive de rebus siculis. Codex 120, 2. Bernensis bibliotheca. Pixunte, o. O. 1999 (mit ausgewählten Abbildungen in schwarz/weiß und unautorisiertem Abdruck des revidierten Textes von Kölzer u. a. ohne wissenschaftlichen Apparat).
- Francesco De Rosa (Ed.; Trad.): Pietro da Eboli, liber ad honorem Augusti. Introduzione, traduzione e commento. Francesco Ciolfi, Cassino 2000 (Editio minor mit ausgewählten Abbildungen in schwarz/weiß, Einführung, Erläuterungen, Übersetzung in italienischer Sprache)
- Francesco De Rosa (Ed.; Trad.): Pietro da Eboli, liber ad honorem Augusti. Introduzione, traduzione e commento. Francesco Ciolfi, Cassino 2001 (Editio maior mit vorangestellten Farbfotografien sämtlicher Textseiten und Illustrationen, Einführung, Erläuterungen, Übersetzung und Register in italienischer Sprache; textgleich zur Editio minor, aber mit abweichender Paginierung).
- Mariano Pastore (Ed.), Carlo Manzione (Trad.): De rebus Siculis carmen ad honorem Augusti. Carme sulle vicende di Sicilia in onore di Augusto. Secondo il Codice 120 della Biblioteca Civica di Berna (Burgerbibliothek Bern) con le miniature di Pietro da Eboli che illustrano il passaggio del potere dalla dinastia normanna alla sveva nel Regno di Sicilia. Nuovo elaion, Eboli 2010. (mit textbegleitenden Farbfotografien sämtlicher Textseiten und Illustrationen, Einführung, Erläuterungen, Übersetzung und Register in italienischer Sprache)
- Gwenyth Hood (Ed., Trad.): Book in Honor of Augustus (Liber ad Honorem Augusti) by Pietro da Eboli, Petrus de Ebulo (Medieval and renaissance texts and studies 398). ACMRS, Tempe 2012, ISBN 978-0-86698-446-1. (mit allen Illustrationen in schwarz/weiß, Einführung, Erläuterungen, Übersetzung in englischer Sprache)
- Fulvio Delle Donne (Ed.): Petrus de Ebulo. De rebus Siculis Carmen, Edizione critica (Digital Humanities 1). Basilicata University Press, Potenza 2020, ISBN 978-88-31309-02-8 (E-Book) (mit Digitalisat der Handschrift, Einführung und Erläuterungen von äußerster Knappheit; abweichende Verszählung nach Kapiteln!)